# SPINNING KITE
SPINNING KITE（スピニング カイト）は、2011年に製作され、2013年に公開の日本映画。
千葉県木更津市を舞台にパンク・ロックバンドを組んでいる四人の若者たちの姿とその葛藤、そして彼らの十年後を描いた青春群像劇。

## 概要
制作は2011年、公開は2013年。撮影は「夏」編としてクライマックスを港まつりに持ってきており、「冬」編はELBOW公演がクライマックスで、スタッフが一部別班と成っているのがエンディングロールで明示されている。しかし観客目線や映画作品としては2部構成ではない。

## あらすじ
東京湾アクアラインの完成が待たれる木更津の街。中学時代からの仲間。バンドの目下の目標は地元の「港まつり」の成功。だが19歳の彼らを取り巻く環境は様様である。
文次は、立派に働いている兄から疎まれ顔を合わせられないでいる。
純は、厳格な父親からいつまでも将来を見据えられないことを事あるごとに責められていた。
真木は、木工業の父を亡くした母子家庭であり小さな弟もいる。家計を支える母を案じており、将来に悩んでいた。
城戸は、悪い仲間から抜けられずにいて、あるひ行きつけの食堂で出くわした因縁の相手と一触触発である。
真木の母親がとうとう倒れてしまい、港まつりを前にしてペンキ屋になるべく都会へ修行に出てバンドを辞める。
一見堅実な家庭であった純の家族も妹から指摘され、母親は夫に隠れて喫煙・飲酒をして疲弊した様子。純は揺れる心を象徴したかのような（ある家の屋根上で絡んでいた）カイト（凧）を目指して、その御宅の家人を押し退け無断で上がり込み、カイトを屋根上で風になびかせる。
文次は合コンで出会った ななせ と同棲を始め、彼女の妊娠が発覚する。
城戸は、港まつりの演奏に向かうべく道を急ぐ道中に昔の仲間に囲まれたあげく暴力行為で警察に捕まり、そのまま行方をくらましていた。
　　　　港まつりは、純と文次とサポートメンバーで盛り上げ、なんとか幕が下りた。
城戸は結局、逃げた先の東京で再び参加した音楽バンド「ELBOW」で大成功し木更津での凱旋興行が待っていたが、麻薬に溺れ身を崩していた。
「ELBOW」の会場には真木と文次の姿があり開演を待っていたが、駆けつけていた純は会場に入ることに躊躇していた。
文次は兄から渡された20万円で彼女と別れ実家に帰るよう促されるが、断り一人立ち上がる。
数年が経ったのか、みな黒髪と成った三人は再集結し地元友人の結婚式二次会であろう会場で心からの笑顔でバンド演奏をするのであった。

## 出演
バンドメンバー
- 純（ジュン）: 中村倫也（中村友也） - ボーカル。金髪、予備校生、四人家族で妹がいる。
- 文次（ブンジ）: 内野謙太 - ベース。黒髪の中央が金髪、アクアリウム店でバイト。名前の読みは本来ふみつぐ。
- 城戸（キド）：伊藤友樹 - ギター。黒髪、母がスナック勤めの母子家庭。
- 真木（マキ）：醍醐直弘 - ドラム。モヒカン、母親、小さい弟がいる。

他
- 純の従兄弟：藤間宇宙 - 合コンを開催　黒縁めがね
- 文次の彼女：三村恭代
- 純の父：田中隆三
- 文次の兄：山中崇
- 真木の母：かわいのどか
- ラーメン食堂店主：鈴木一功
- ラーメン食堂女将：山口詩史
- 駅前で叫ぶ人：荒谷清水
- 城戸の因縁相手：明石鉄平
- 警察官A：蟹江一平 - 主人公達に詰め寄る
- 警察官B：田中要次 - 寡黙な先輩警官
- ELBOWマネージャー：　 - 銀縁めがね

## スタッフ
- 製作 : 高橋正弥
- 監督 : 加瀬聡
- 脚本 : 加瀬聡
- 撮影 : 袴田竜太郎[夏]、横山公亮[冬]
- 照明 : 小川大介[夏]、舘野秀樹[夏]、佐藤浩太[冬]
- 美術 : 安藤真人
- 録音 : 斉藤泰陽
- ヘアメイク : 渡辺順子
- 編集 : 堀辺麻衣子
- 音楽 : 鳥口将哉（風味堂）
- 助監督 : 山下久義
- 衣装協力 : 伊賀大介、ワードローブ、荒木里江、下北沢KILLERS
- 配給協力 ： バグポイント
- テーマソング : LAUGHIN' NOSE「PARADISE」

## 作品の出展・評価
受賞
- SKIPシティ国際Dシネマ映画祭2011-国際長編コンペティションノミネート
- Canada International Film Festival 2012-Award of Excellence （優秀作品賞）
- 21st Arizona International Film Festival-Best Foreign Feature （最優秀外国語作品賞）
- MEXICO INTERNATIONAL FILM FESTIVAL AND AWARDS-Golden Palm Winners（パルムドール金賞）
- Los Angeles Movie Awards-Honorable Mention（佳作）
- ALASKA INTERNATIONAL FILM AWARDS-Denali Awards（デナリ賞）
- 2012 Oregon Film Awards - Gold Awards（金賞）
- California Film Awards-Diamond Awards（ダイアモンド賞）

海外映画祭上映
- Riverside International Film Festival-Official Selection
- International Film Festival-Official Selection
- Golden Door International Film Festival of Jersey City-Official Selection（公式上映）
- LUMS International Film Festival-Official Selection（公式上映）
- Pineapple Underground Film Festival 菠蘿電影節 at Experimenta（公式上映）
- 第28回高崎映画祭-若手監督の現在部門上映
- Japan Filmfest Hamburg -Official Selection（公式上映）